# Еребру (хокейний клуб)
«Еребру» (швед. Örebro HK) — хокейний клуб з міста Еребру, Швеція. Виступає в чемпіонаті Швеції у Шведській хокейній лізі.
Клуб заснований в 1990 році. Домашня арена клубу «Берн Арена» вміщує 5,150. Кольори клубу біло-червоні.

## Історія
Клуб був утворений в 1990 році як ХК «Еребру» 90. Клуб змінив свою назву на ХК «Еребру» в 2005 році.
Команда від початку виступала у нижчих дивізіонах і поступово підвищувалась в класі, так в сезоні 2003/04 клуб вже виступав у першому Дивізіоні, де провела п'ять сезонів. Згодом клуб кваліфікувався до Гокейаллсвенскан. Сезон 2010/11 став одним із найкращих, клуб завершив на третьому місці але не змогла кваліфікуватись до елітного дивізіону. Через два сезони команда підвищились та в сезоні 2014/15 дебютувала у Шведській хокейній лізі. Таким чином торішній сезон став першим для будь-якої команди з міста Еребру (з сезону 1978/79), які виступали на вищому рівні.

## Відомі гравці
- Каллі Бергстрем
- Горді Дваєр
- Едріан Фостер
- Карл Гуннарссон
- Тревор Кідд
- Ростислав Павліковський
- Мейсон Реймонд
- Конні Стремберг

## Закріплені номера
- № 13 Бйорн Юганссон

## Глядачі

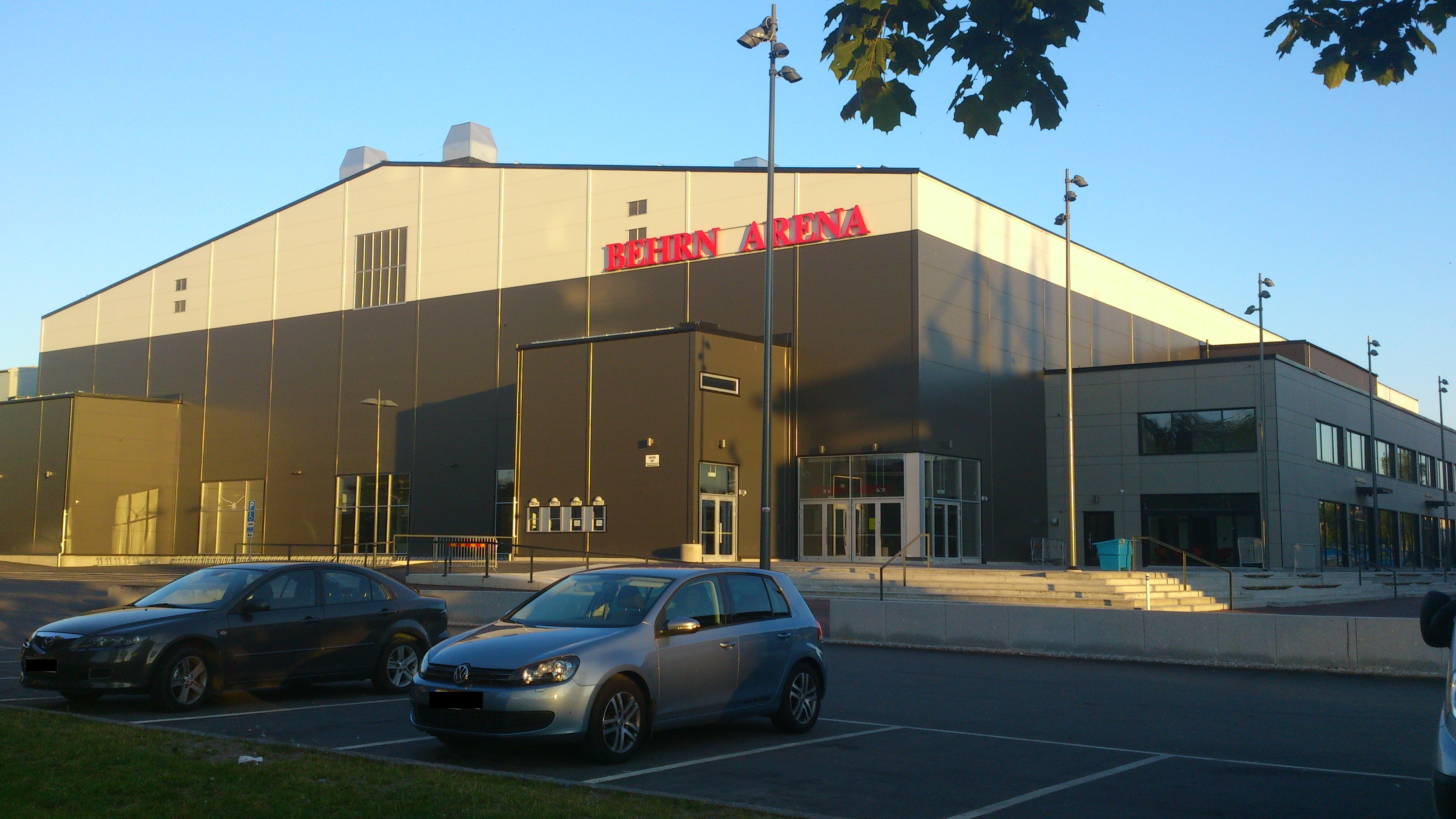
«Берн Арена», домашня арена клубу

| Сезон   | Регулярний сзон | Кваліфікація |
| ------- | --------------- | ------------ |
| 2014/15 | 5.148           | 5.200        |
| 2013/14 | 5.072           | 5.039        |
| 2012/13 | 3.618           | 4.547        |
| 2011/12 | 2.445           | 3.381        |
| 2010/11 | 2.163           | 2.849        |
| 2009/10 | 1.549           | −            |
| 2008/09 | 756             | 2.601        |